# Campopleginae
Campopleginae (=Porizonoidae)  (лат.) — подсемейство наездников семейства Ichneumonidae. Распространены всесветно. Более 2000 видов.

## Описание
Средние и мелкие наездники, длина передних крыльев около 3—14 мм. Наличник поперечный, его нижний край выпуклый или усечённый, обычно слабо отделён от лица. Паразиты гусениц бабочек (Lepidoptera), а также пилильщиков Symphyta и некоторых жуков (Coleoptera, Raphidiidae).

## Классификация
Мировая фауна включает 66 родов и около 2100 видов, в Палеарктике — 49 родов и около 1100 видов. Фауна России включает 40 родов и около 350 видов наездников-ихневмонид этого подсемейства.
Включает крупнейший род Dusona (440 видов). Одно из крупнейших и малоизученных подсемейств ихневмонид. По числу видов уступает только двум подсемействам: Cryptinae (395 родов и 4661 вид) и Ichneumoninae (438 родов и 4288 видов).
- Род Bathyplectes Förster, 1869
- Род Campoplex Gravenhorst, 1829 typus.[5][6]
- Род Casinaria Holmgren, 1859
- Род Chromoplex Horstmann, 1986
- Род Clypeoplex Horstmann, 1986
- Род Diadegma Förster, 1869
- Род Dusona Cameron, 1900
- Род Gonotypus Förster, 1869
- другие роды